# ルルイ岳
ルルイ岳（ルルイだけ、ロシア語: Вулкан Руруй）は国後島にある火山。

## 概要
ドクチャエフ山脈の北端に位置する。北西側の麓はオホーツク海に達し、北東側と南東側には第三系の基盤が露出する。南側は岩山（標高1,189メートル）と接する。
現在の山体（標高1,486メートル）には、最初の氷期にできた地形が見られる。山頂に達する3本の広く深い谷によって、火口は完全に破壊されている。さらに、山麓の一部は相当量の侵食を受けている。標高が下がるにつれて狭くなる3本の谷は、明らかに次の氷河期にできたカールによって改変を受けている。これらの谷の谷壁には、典型的な火山体の構造が露出している。
頂上付近には、噴気活動によって変質した白っぽい岩石が露出するが、最近の活動は、山体西側（海抜150～350m付近にある、およそ1km2の範囲）で起きているだけである。

## 噴火歴
記録に残る火山活動はない。